# Palazzo del Rivellino (Belmonte Calabro)
Der Palazzo del Rivellino, oder einfach Rivellino, ist ein Palast aus dem 16. Jahrhundert in Marina di Belmonte, einem Ortsteil von Belmonte Calabro in der italienischen Region Kalabrien. Er liegt in der Via del Rivellino, 90-95.

## Geschichte
Der erste Kern des Palastes war ein Turm mit quadratischem Grundriss, den 1579 der Graf Torino Ravaschieri zur Verteidigung dieses Küstenabschnitts gegen mögliche Feinde, die vom Tyrrhenischen Meer her kamen, errichten ließ. 1627 wurde der Turm im Auftrag von Prinz Orazio Giovan Battista Ravaschieri in einen Palast umgebaut. 1806 oder 1807 ging das Gebäude in staatlichen Besitz über und wurde dann an die Familie Giuliani verkauft. Heute teilen sich verschiedene Privatpersonen seinen Besitz.

## Beschreibung
Bemerkenswert ist der Innenhof sowie einige Teile der Innenräume. Im Palast beginnt ein unterirdischer Gang, der am Ufer des Baches Cervella im Freien endet.